# Nicomaque (père d'Aristote)
Pour les articles homonymes, voir Nicomaque.
Nicomaque, père d'Aristote, est un médecin de la corporation des Asclépiades, au service d'Amyntas III, roi de Macédoine, vers 384 av. J.-C. Il avait pour ancêtres des gens de Messénie. Selon sir Ernest Barker (en), il est possible qu'il ait pu initier le jeune Aristote à la technique de son art, lui faire connaître les écrits d’Hippocrate, lui enseigner la pratique médicale elle-même, et lui apprendre même à pratiquer la dissection : selon Galien en effet, les familles d’Asclépiades faisaient apprendre la dissection à leur fils. 

## Notice historique
À l’époque, la Macédoine est une puissance politique montante, et ses monarques s’approprient petit à petit la culture d’une Grèce qu’ils soumettront bientôt politiquement et militairement. Nicomaque meurt alors qu’Aristote est encore enfant, Proxène d’Atarnée devient son tuteur. D’après la Souda, Nicomaque a écrit un livre sur la médecine et un livre de Physique.